# Den Dover
Densmore (Den) Ronald Dover (ur. 4 kwietnia 1938 w Warrington) – brytyjski polityk, poseł do Izby Gmin, od 1999 do 2009 deputowany do Parlamentu Europejskiego.

## Życiorys
Ukończył studia inżynierskie na University of Manchester. Pracował w przedsiębiorstwach konstrukcyjnych, był dyrektorem w krajowej agencji budownictwa. Zasiadał w radzie dzielnicy Barnet w Londynie.
Od 1979 do 1997 przez cztery kadencje był deputowanym do Izby Gmin.
W latach 1999–2009 z ramienia Partii Konserwatywnej sprawował mandat posła do Parlamentu Europejskiego. Należał do frakcji chadeckiej, pracował m.in. w Komisji Budżetowej oraz w Komisji Przemysłu, Badań Naukowych i Energii.
Den Dover był przewodniczącym torysów w Europarlamencie. Zrezygnował w 2008 po ujawnieniu, że przez około dziewięć lat wypłacił z publicznych funduszy 750 tys. funtów swojej żonie i córce. W wyniku wewnętrznego śledztwa w PE nakazano mu zwrócić 2/3 z tej sumy, został też usunięty z Partii Konserwatywnej.